# 大久保村 (愛知県)
大久保村（おおくぼむら）は、愛知県渥美郡にあった村。現在の田原市の一部にあたる。

## 地理
渥美半島の中央部、藤尾山・西山の南麓に位置していた。

## 歴史
- 1889年（明治22年）10月1日、町村制の施行により、渥美郡野田村、大久保村、芦村、仁崎村が合併して村制施行し、野田村が発足[3]。旧村名を継承した野田、大久保、芦村、仁崎の4大字を編成[4]。
- 1891年（明治24年）4月15日、渥美郡野田村の大字大久保が分立し、村制施行して大久保村が発足[1][2]。大字は編成せず[2]。
- 1903年（明治36年）大久保蚕業組合設立[2]
- 1906年（明治39年）7月16日、渥美郡田原町、相川村、童浦村と合併し、田原町が存続して廃止された[1][2]。合併後、田原町大久保となる[2]。

## 産業
- 農業[2]

## 教育
- 1892年（明治25年）尋常小学野田学校分校が大久保尋常小学校に改称[2]。1907年（明治40年）田原町南部尋常高等小学校となる[2]。